# Léonce Both de Tauzia
Pierre-Paul-Léonce, vicomte Both de Tauzia, né le 30 janvier 1823 à Bordeaux et mort le 19 juillet 1888 à Paris, est un conservateur au département des peintures du Musée du Louvre,  historien d'art et collectionneur.

## Biographie
Léonce Both de Tauzia appartient à une ancienne famille hollandaise établie en France depuis plus de cent cinquante ans. Pierre Both, avait été de 1610 à 1614 le premier gouverneur des Indes néerlandaises. Léonce vit à Bordeaux jusqu'en 1830, puis à Paris. Il fréquente l'atelier du peintre Eugène Tourneux et celui du Suisse Pierre Catrufo.
Il entre au Louvre comme attaché libre en 1858. Il est nommé, en 1861, conservateur du département des dessins et de la chalcographie. En 1866 le département de la peinture et celui des dessins et de la chalcographie, sont réunis en un seul département qui prend le nom de département de la peinture et des dessins. Both de Tauzia est nommé conservateur du nouveau département.
Tauzia consacre une bonne partie de son temps au catalogage des œuvres du Louvre, tout particulièrement celles des primitifs italiens, goût que lui a sans doute transmis Frédéric Reiset auquel, il succède. Grâce à ses connaissances parmi les collectionneurs, il encourage plusieurs dons et legs, et collabore à l'exposition de dessins italiens organisée en 1879 à l'École des beaux-arts. Il a ainsi contribué à l'enrichissement de la collection des peintures du Louvre, pendant les années 1880. 
Par décret du 3 octobre 1877, Both de Tauzia est fait chevalier de la Légion d'Honneur.

## Publications
- Notice des tableaux appartenant à la collection du Louvre exposés dans les salles du palais de Compiègne, Musées nationaux, Paris, 1885, 78 p.  lire en ligne sur Gallica
- Notice des tableaux exposés dans les galeries du Musée National du Louvre. 1. Écoles d'Italie & d'Espagne. Paris, 1877 Charles de Mourgues Frères.
- Notice supplémentaire des dessins, cartons, pastels et miniatures des diverses écoles, exposés, depuis 1869 dans les salles du premier étage, au Musée national du Louvre. Paris, 1879, C. de Mourgues frères,
- Notice des dessins de la collection His de la Salle exposés au Louvre. Paris, 1881,  C de Mourgues frères.
- Rapport sur une mission dans les Musées et les Monuments d'Allemagne et d'Italie adressé à Monsieur le Comte de Nieuwerkerke (1811-1892), Sénateur, Surintendant des Beaux-Arts, septembre et octobre 1865. Bibliothèque central des musées nationaux, Paris,
- Rapport sur une Mission en Italie, 1879, adressé à Monsieur Barbet de Jouy, Administrateur des Musées Nationaux. Archives des musées nationaux, Paris.